# 首都師範大学
首都師範大学（しゅとしはんだいがく、英語: Capital Normal University）は、中国北京市西三環北路105号に本部を置く中国の公立大学。1954年創立、1954年大学設置。
大学の略称は首師大。2017年10月時点では、学校の面積は100万平方メートル、建築面積は95万平方メートル、生徒数約26,579人、本科生10,884人、碩士生5,752人、博士生770人、成教学生6,838人、留学生1,138人、教職員2,481人。

## 略歴

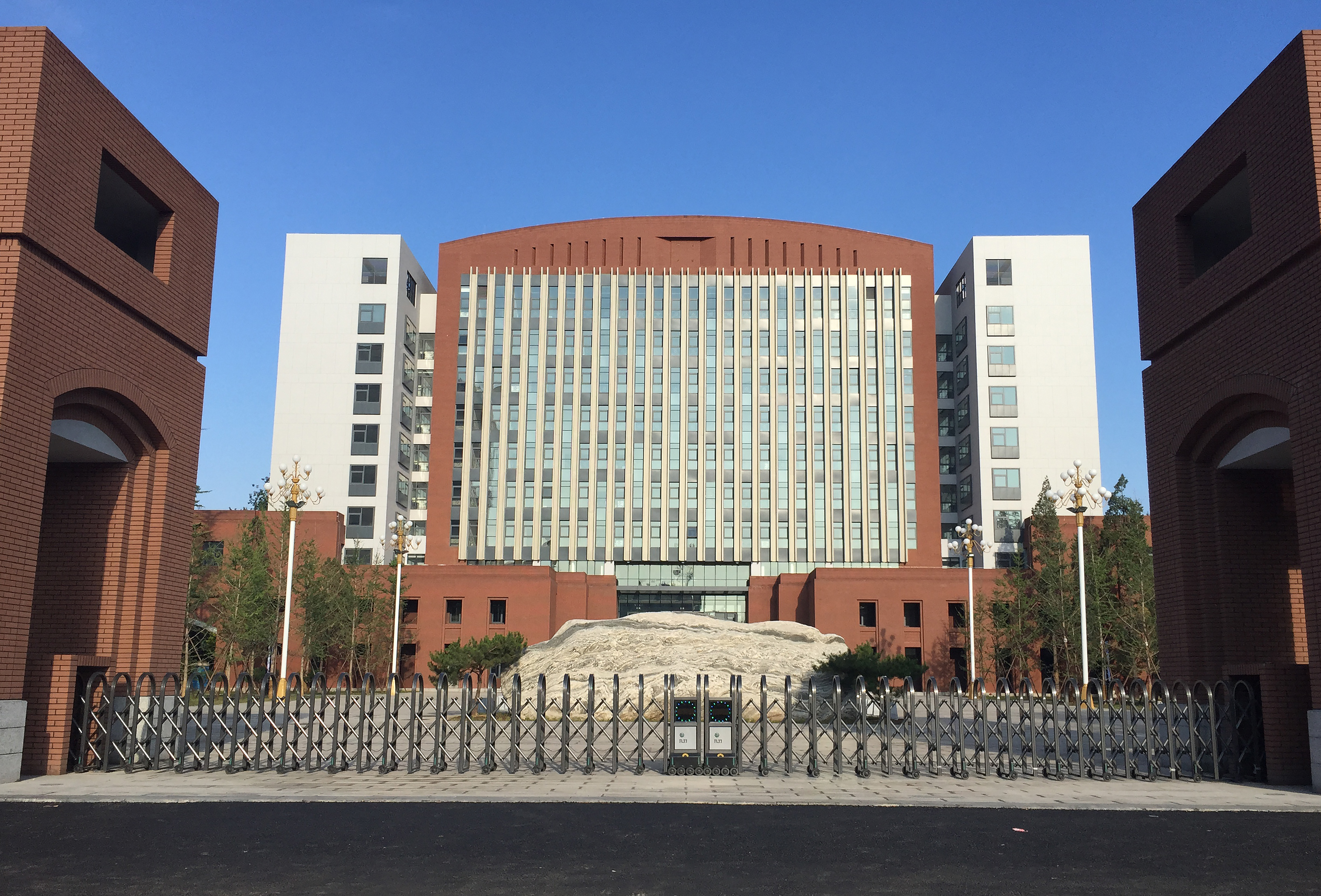
首都師範大学の建築。

1954年、首都師範大学の起源となる北京師範学院を北京市人民政府と中華人民共和国教育部が設立。
1960年、華北人民大学（現在の中国人民大学）哲学系、政教系を吸収合併する。
1962年、北京工農師範学院と北京体育師範学院が統合され、新制「北京師範学院」となる。 
1956年、華東師範大学音楽系、東北師範大学音楽系、北京師範大学美術系・音楽系が統合し、「北京芸術師範学院」となる。
1960年、北京芸術師範学院と北京芸術学院が合併し新「北京芸術学院」設立。
1964年、北京芸術学院、北京師範専科学校部分を吸収合併する。
1978年、北京師範学院分院、北京師範大学一分校、北京師範大学二分校、北京外国語学院分院を設立。
1979年、体育系が、北京体育師範学院として分離独立。
1980年、北京外国語学校を吸収合併する。
1985年、北京外国語学院分院と北京聯合大学が合併し「北京聯合大学外国語師範学院」設立。
1992年、北京師範学院、北京師範学院分院、北京聯合大学外語師範学院を母体に首都師範大学が発足。
1999年、北京第三師範学校、通州師範学校を吸収合併する。
2011年12月、北京市幼児師範学校を吸収合併する、学前教育学院を設置。

## 基礎データ
- 所在地
  - 校本部
  - 北一校区
  - 北二校区
  - 海淀校区
  - 東校区
  - 良郷校区
  - 通州校区

- 校訓
  - 「為学為師、求実求新」。

- 校歌

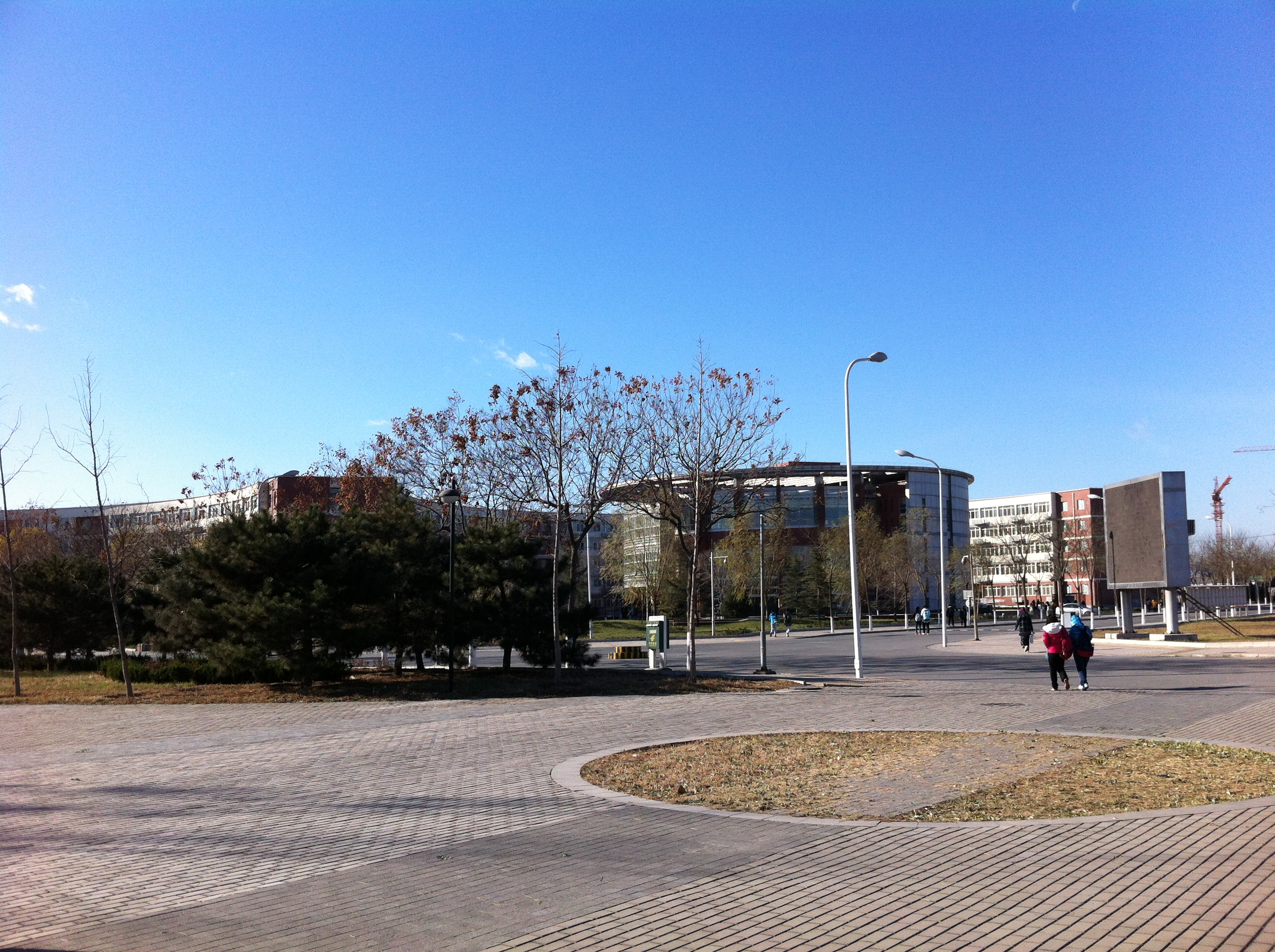
良郷キャンパス

  - 「首都師範大学校歌」。作詞潘亮、張大成。作曲尹鉄良。

## 組織

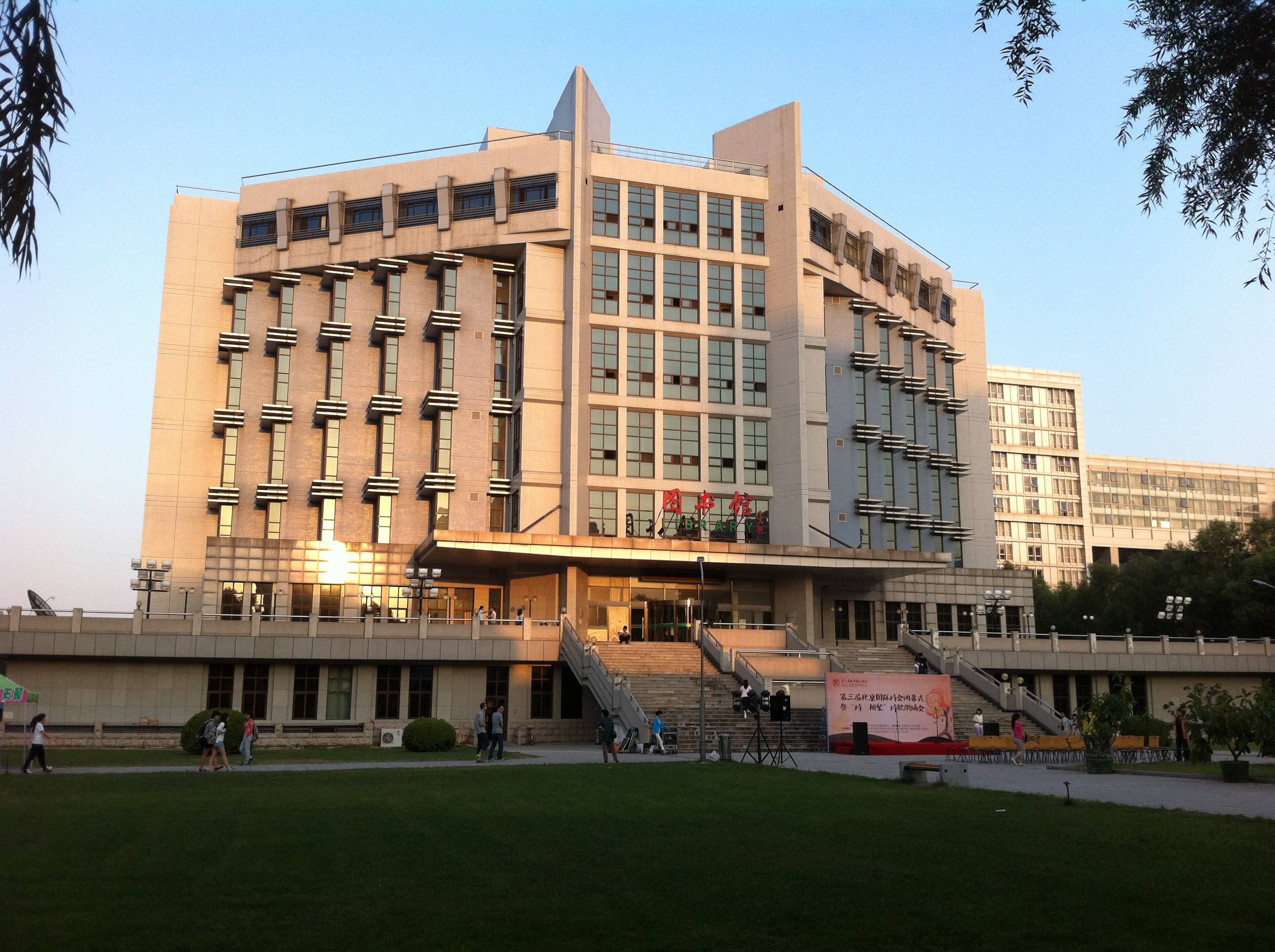
北一区図書館。

「学院」も「系」も日本の大学の学部にほぼ相当する。「学部」は「学院」と「系」の上の編成で、実体はなく、日本の「学部」とは位置付けが異なっている。妙訳がないのでそのまま記す。

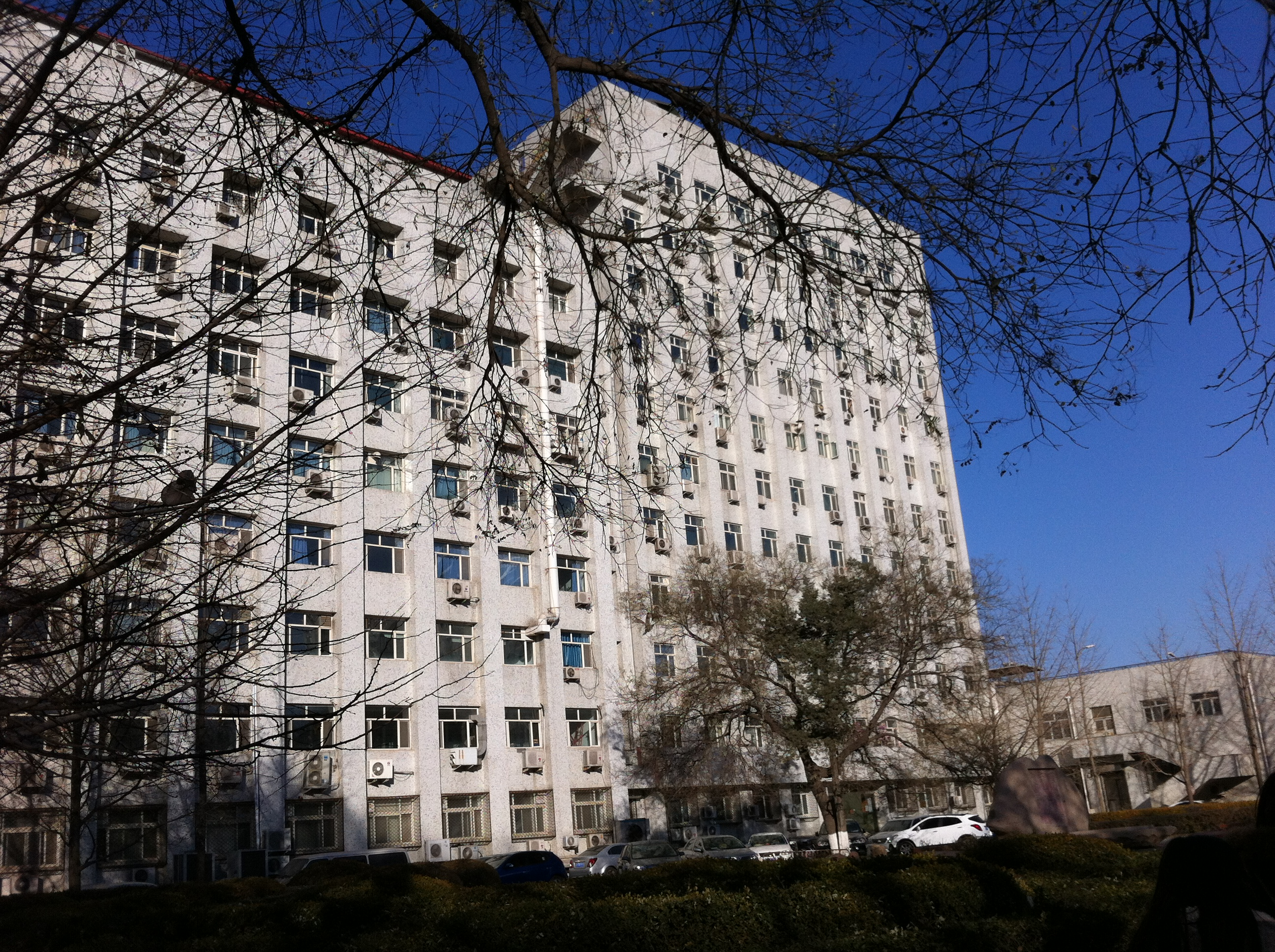
実驗楼。

- 文学院
  - 漢語言文学
  - 秘書学
  - 戯劇影視文学
  - 漢語国際教育
  - 文化産業管理

- 歴史学院
  - 歴史学
  - 世界史
  - 考古学

- 政法学院
  - 思想政治教育
  - 哲学
  - 法学
  - 社会工作
  - 政治学と行政学

- 管理学院
  - 労動と社会保障
  - 公共事業管理
  - 信息管理と信息系統
  - 電子商務
  - 国際経済と貿易

- 教育学院
  - 教育学
  - 心理学

- 学前教育学院
  - 学前教育

- 外国語学院
  - 英語
  - ロシア語
  - ドイツ語
  - フランス語
  - スペイン語
  - 日本語

- 数学科学学院
  - 数学と応用数学
  - 信息と計算科学
  - 統計学

- 物理系
  - 物理学
  - 光電信息科学と工程

- 化学系
  - 化学
  - 応用化学

- 生命科学学院
  - 生物科学
  - 生物技術

- 資源環境と旅遊学院
  - 地理科学
  - 地理信息科学
  - 旅遊管理
  - 遙感科学と技術

- 教育技術系
  - 教育技術学

- 信息工程学院
  - 信息工程
  - 智能科学と技術
  - 計算機科学と技術
  - 電子信息工程
  - 軟件工程

- 音楽学院
  - 音楽学
  - 舞蹈学
  - 錄音芸術

- 美術学院
  - 美術学
  - 絵画
  - 視覚伝達設計
  - 環境設計
  - 数学媒体芸術

- 初等教育学院
  - 小学教育

- 国際文化学院
  - 漢語言

## 附属機関

### 附属学校
- 首都師範大学附属中学
- 首都師範大学附属幼児園
- 首都師範大学附属育新学校
- 首都師範大学附属実驗学校

### 附属図書館
- 図書館 - 蔵書数は全館合計で約1000万余冊

## 大学の人物一覧
- 学長：孟繁華
- 党委書記：鄭萼

### 歴代学長
| 任期                  | 名字   | 注 |
| --------------------- | ------ | -- |
| 1954年-1958年         | 凌莎   |    |
| 1962年-1964年         | 楊伯箴 |    |
| 1965年-1968年         | 馮佩之 |    |
| 1973年-1983年         | 崔耀先 |    |
| 1983年-1984年         | 倉孝和 |    |
| 1984年-1989年         | 楊伝緯 |    |
| 1989年8月-1993年4月   | 斉世栄 |    |
| 1993年4月-1997年8月   | 林培黎 |    |
| 1997年8月-2001年11月  | 楊学禮 |    |
| 2001年11月-2007年7月  | 許祥源 |    |
| 2007年7月—2013年11月  | 劉新成 |    |
| 2013年11月—2017年12月 | 宮輝力 |    |
| 2017年12月—現在       | 孟繁華 |    |

### 歴代書記
| 任期                 | 名字   | 注 |
| -------------------- | ------ | -- |
| 1954年-1958年        | 凌莎   |    |
| 1958年-1961年        | 鮑城吉 |    |
| 1961年-1964年        | 楊伯箴 |    |
| 1965年-1968年        | 馮佩之 |    |
| 1977年-1983年        | 崔耀先 |    |
| 1983年-1988年        | 何釗   |    |
| 1988年-1993年4月     | 林培黎 |    |
| 1993年4月-1997年8月  | 于洸   |    |
| 1997年8月-2001年1月  | 牛継升 |    |
| 2002年4月-2004年2月  | 謝維和 |    |
| 2004年2月-2004年12月 | 許祥源 |    |
| 2005年1月-2006年7月  | 劉利民 |    |
| 2006年7月-2015年3月  | 張雪   |    |
| 2015年-現在          | 鄭萼   |    |

出典：歴代領導

### 教員
- 中国科学院院士：匡廷雲、林群、楊国楨、張傑、姚建年
- 中国工程院院士：劉先林
- ロシア工程院院士：宮輝力
- 長江学者：方復全、戎小春、劉兆理、惠昌常、葛根年、左東嶺、李華瑞、寧強

### 卒業生
- 劉源：中国人民解放軍陸軍上将
- 劉利民：中華人民共和国教育部副部長、総督学
- 肖培：中華人民共和国監察部副部長
- 李其炎：元中共中央委員、中華人民共和国労動部副部長
- 胡曉煉：中国人民銀行副行長
- 王蒙：元中華人民共和国文化部部長、作家
- 靳諾：中国人民大学党委書記、全国婦聯副主席
- 高洪：中央美術学院党委書記
- 李徳斉：中国労動関係学院院長
- 劉新成：第十二期全国人大常委、北京市人大常委会副主任
- 康泠：元全国政協常委、全国婦聯第六、七期書記処書記
- 謝伯陽：中華人民共和国国務院参事、元全国工商聯副主席
- 路建平：新華通訊社原副社長
- 武寅：中国社会科学院副院長、党組成員
- 紀連海：北京師範大学第二附属中学教師、歴史学者
- 岳福洪：全国政協経済委員会副主任
- 王殿卿：元北京青年政治学院常委副院長
- 何寧：北京市新聞出版局副局長
- 趙多佳：北京電視台台長
- 常曉勇：共青団重慶市委副書記
- 鈕小樺：北京市人大代表、北京市第二中学校長
- 劉長銘：民盟中央委員、全国政協委員、北京市第四中学校長
- 郭涵：北京師範大学教育学院碩士生導師、北京市政協委員、北京101中学校長
- 孟京輝：中国国家話劇院監督
- 劉江：時尚伝媒集団総裁
- 董浩：司会者、画家
- 小柯（柯肇雷）：歌手、作詞家、作曲家
- 朴樹：歌手
- 白敬亭：俳優

## 対外関係
2014現在、全部で36余国205大学・機関と交流協定を結んでいる。
- 日本
  - 岡山大学
  - 尾道市立大学
  - 城西大学
  - 佐賀大学
  - 首都大学東京
  - 大谷大学
  - 早稲田大学
  - 青森大学
  - 広島大学[4]
  - 長崎外国語大学[5]

- 韓国
  - 西原大学校
  - 公州大学校
  - ハンバッ大学校
  - 仁川大学校
  - 尚志大学校
  - 東西大学校
  - 光云大学校

- 香港
  - 香港大学
  - 香港教育学院

- 台湾
  - 国立台東大学

- イギリス
  - リーズ大学
  - ローハンプトン大学

- アメリカ合衆国
  - ランドで州立大学ニューヨーク（英語版）
  - en:State University of New York at Oswego
  - ニューヨーク州立大学バッファロー校
  - ニューイングランド大学（英語版）
  - ホイッティア大学（英語版）
  - デューク大学
  - シンシナティ大学
  - ペンシルベニア州立インディアナ大学
  - en:State University of New York at Canton
  - カリフォルニア州立大学ノースリッジ校
  - en:Calvin College
  - ニューヘブン大学（英語版）
  - ミネソタ州モリス大学（英語版）
  - ノーザン州立大学（英語版）

- カナダ
  - サイモンフレーザー大学
  - キャピラノ大学

- フランス
  - 高等師範学校
  - パリディドロ大学（フランス語版）
  - fr:Université Bordeaux-Montaigne
  - フランス国立東洋言語文化研究所

- ドイツ
  - de:Universität Erfurt
  - フィリップ大学マールブルク

- オランダ
  - トゥウェンテ大学

- オーストラリア
  - メルボルン大学
  - ニューイングランド大学
  - フリンダース大学
  - ヴィクトリア大学ウェリントン

- ロシア
  - ゲルツェン大学（ロシア語版）
  - モスクワ言語大学（ロシア語版）
  - サンクトペテルブルク大学

- ニュージーランド
  - ヴィクトリア大学ウェリントン

- オーストリア
  - ザルツブルク大学（英語版）

- アルゼンチン
  - es:Universidad de Belgrano

- ノルウェー
  - オスロ大学

- インド
  - 国立インディラ・ガンディー・オープン大学